# مفاوضات اتفاقية تبادل الأسرى بين أستراليا وإندونيسيا
على الرغم من وجود اتفاقية لتسليم المجرمين و«معاهدة لتبادل المساعدة في المسائل الجنائية» بين أستراليا وإندونيسيا، إلا أنه لا يوجد حاليًا أي اتفاق رسمي لنقل السجناء بين البلدين. يجب أن يقضي السجين الأسترالي المحكوم عليه بالسجن في إندونيسيا كامل مدة العقوبة هناك، والعكس صحيح.

## مسار المفاوضات
تجري السلطات القضائية في كلا البلدين مفاوضات منذ أبريل 2005 للتوصل إلى اتفاق مقبول للطرفين. في يونيو 2006 صرح وزير القانون وحقوق الإنسان الإندونيسي حميد أول الدين بأنه وفيليب رودوك المدعي العام الأسترالي «متفقان تمامًا» على محتوى الاتفاق المقترح.
سعى وزير العدل الأسترالي كريس إليسون إلى التوصل إلى اتفاق بحلول سبتمبر 2006 وتوقع في تاريخ الانتهاء من أوائل 2007 مع أول عمليات نقل للسجناء تتم بعد فترة وجيزة. ومع ذلك فقد اعتبر مشروع قدمه إلى وزارة العدل وحقوق الإنسان الإندونيسية غير مقبول في أواخر ديسمبر 2006.
غالبية الرعايا الإندونيسيين في السجون الأسترالية محتجزون بسبب الهجرة غير الشرعية أو الصيد غير القانوني، في حين يوجد 11 من الأستراليين في السجون الإندونيسية في جرائم المخدرات. يوجد ما بين 40 و50 إندونيسيًا في السجون الأسترالية.
كشف المدعي العام الأسترالي فيليب رودوك في 6 مارس 2007 أن النقاشات حول الحد الأدنى من الوقت الذي يجب أن يقضيه السجناء في البلاد التي صدرت بحقهم أحكام قد حُلّت إلى حد كبير. يتعين على السجناء قضاء نصف مدة عقوبتهم على الأقل في الولاية القضائية التي ارتكبوها. في إشارة إلى علاج شابيل كوربي للاكتئاب في مايو 2009 قال وزير الخارجية ستيفن سميث إن نهاية المفاوضات بين أستراليا وإندونيسيا لم تكن في الأفق بعد.